# کوسه‌لی (توت)
کوسه‌لی (به ترکی استانبولی: Köseli) یک منطقهٔ مسکونی در ترکیه است که در توت، ترکیه واقع شده‌است.